# Wereldkampioenschap voetbal 2022 (Groep A) Nederland - Qatar
Dit artikel gaat over de wedstrijd in groep A van het wereldkampioenschap voetbal 2022 tussen Nederland en Qatar die gespeeld werd op dinsdag 29 november 2022 in het Al Baytstadion te Al Khawr. Het duel was de 33ste wedstrijd van het toernooi.
Nederland won met 2–0, na doelpunten van Cody Gakpo, die de eerste Nederlandse speler ooit werd met een doelpunt in elk van zijn eerste drie WK-wedstrijden, en Frenkie de Jong. Door de Nederlandse overwinning werden reeksen van niet verloren wedstrijden in reguliere speeltijd (17) en niet verloren groepswedstrijden (16) op het WK verlengd. Met de zege kwam Nederland voor een elfde keer een WK-groepsfase door: nooit werd Nederland in een WK-groepsfase uitgeschakeld. Qatar werd met zijn derde nederlaag op dit WK het eerste gastland ooit dat geen van zijn wedstrijden op het WK wist te winnen. De wedstrijd werd op NPO 1 bekeken door gemiddeld 3,8 miljoen mensen, waarmee het duel in Nederland de slechtst bekeken interland van Oranje op een eindtoernooi in de 21e eeuw werd. Namens het Nederlands kabinet zat minister voor Medische Zorg Conny Helder op de tribune.

## Voorafgaand aan de wedstrijd
- Nederland stond bij aanvang van het toernooi op de achtste plaats van de FIFA-wereldranglijst en moest zes WK-deelnemers boven zich dulden.[3] Qatar was op de vijftigste plek terug te vinden.[4] Twee WK-deelnemers waren lager gerangschikt dan Qatar.
- Nederland en Qatar troffen elkaar voorafgaand aan deze wedstrijd nog nooit. Nederland won elk van zijn eerdere vijf WK-wedstrijden tegen landen aangesloten bij de AFC. Voor Qatar was het zijn eerste WK-wedstrijd ooit tegen een Europees land.
- Nederland won eerder in de groepsfase met 2–0 van Senegal en speelde met 1–1 gelijk tegen Ecuador. Nederland had aan een gelijkspel genoeg om zich te kwalificeren voor de achtste finales en was afhankelijk van het resultaat van de wedstrijd tussen Ecuador en Senegal voor de groepswinst. Qatar was al uitgeschakeld, na nederlagen tegen Ecuador (0–2) en Senegal (1–3).

## Voorafgaand aan de wedstrijd[5]
|                                                      |                          |                  |       | |
| Groep A 29 november 2022 18:00 (UTC+3) 16:00 (UTC+1) | Nederland                | 2 – 0 (1 – 0)    | Qatar | Stadion: Al Baytstadion, Al Khawr Toeschouwers: 66.784 Scheidsrechter: Bakary Gassama Assistenten: Elvis Noupue Assistenten: Mahmoud Ahmed Abouelregal Vierde official: Ma Ning Video-assistent: Redouane Jiyed AVAR 1: Adil Zourak AVAR 2: Mokrane Gourari AVAR 3: Julio Bascuñán Speler van de wedstrijd: Davy Klaassen |
| Groep A 29 november 2022 18:00 (UTC+3) 16:00 (UTC+1) | Gakpo 26' F. De Jong 49' | Wedstrijdverslag |       | Stadion: Al Baytstadion, Al Khawr Toeschouwers: 66.784 Scheidsrechter: Bakary Gassama Assistenten: Elvis Noupue Assistenten: Mahmoud Ahmed Abouelregal Vierde official: Ma Ning Video-assistent: Redouane Jiyed AVAR 1: Adil Zourak AVAR 2: Mokrane Gourari AVAR 3: Julio Bascuñán Speler van de wedstrijd: Davy Klaassen |
| Groep A 29 november 2022 18:00 (UTC+3) 16:00 (UTC+1) |                          |                  |       | Stadion: Al Baytstadion, Al Khawr Toeschouwers: 66.784 Scheidsrechter: Bakary Gassama Assistenten: Elvis Noupue Assistenten: Mahmoud Ahmed Abouelregal Vierde official: Ma Ning Video-assistent: Redouane Jiyed AVAR 1: Adil Zourak AVAR 2: Mokrane Gourari AVAR 3: Julio Bascuñán Speler van de wedstrijd: Davy Klaassen |
| Groep A 29 november 2022 18:00 (UTC+3) 16:00 (UTC+1) |                          |                  |       | Stadion: Al Baytstadion, Al Khawr Toeschouwers: 66.784 Scheidsrechter: Bakary Gassama Assistenten: Elvis Noupue Assistenten: Mahmoud Ahmed Abouelregal Vierde official: Ma Ning Video-assistent: Redouane Jiyed AVAR 1: Adil Zourak AVAR 2: Mokrane Gourari AVAR 3: Julio Bascuñán Speler van de wedstrijd: Davy Klaassen |
|                                                      |                          |                  |       | |

| Nederland | Qatar |

| DM             | 23 | Andries Noppert  |     |
| RVV            | 22 | Denzel Dumfries  |     |
| CV             | 02 | Jurriën Timber   |     |
| CV             | 04 | Virgil van Dijk  |     |
| CV             | 05 | Nathan Aké       | 52' |
| LVV            | 17 | Daley Blind      |     |
| CM             | 15 | Marten de Roon   | 82' |
| CM             | 21 | Frenkie de Jong  | 86' |
| AM             | 14 | Davy Klaassen    | 66' |
| SP             | 08 | Cody Gakpo       | 82' |
| SP             | 10 | Memphis Depay    | 66' |
| Wisselspelers: |    |                  |     |
| DM             | 01 | Remko Pasveer    |     |
| DM             | 13 | Justin Bijlow    |     |
| VD             | 03 | Matthijs de Ligt |     |
| VD             | 06 | Stefan de Vrij   |     |
| VD             | 16 | Tyrell Malacia   |     |
| VD             | 26 | Jeremie Frimpong |     |
| MV             | 11 | Steven Berghuis  | 66' |
| MV             | 20 | Teun Koopmeiners | 82' |
| MV             | 24 | Kenneth Taylor   | 86' |
| MV             | 25 | Xavi Simons      |     |
| AV             | 07 | Steven Bergwijn  |     |
| AV             | 09 | Luuk de Jong     |     |
| AV             | 12 | Noa Lang         |     |
| AV             | 18 | Vincent Janssen  | 66' |
| AV             | 19 | Wout Weghorst    | 82' |
| Coach:         |    |                  |     |
| Louis van Gaal |    |                  |     |

| DM                | 22 | Meshaal Barsham       |     |
| RA                | 17 | Ismael Mohammad       | 85' |
| CV                | 02 | Ró-Ró                 |     |
| CV                | 16 | Boualem Khoukhi       |     |
| CV                | 03 | Abdelkarim Hassan     |     |
| LA                | 14 | Homam Ahmed           |     |
| CM                | 10 | Hassan Al-Haydos      | 64' |
| CM                | 23 | Assim Madibo          | 64' |
| CM                | 06 | Abdulaziz Hatem       | 85' |
| SP                | 19 | Almoez Ali            | 64' |
| SP                | 11 | Akram Afif            |     |
| Wisselspelers:    |    |                       |     |
| DM                | 01 | Saad Al-Sheeb         |     |
| DM                | 21 | Yousef Hassan         |     |
| VD                | 05 | Tarek Salman          |     |
| VD                | 13 | Musab Kheder          | 85' |
| VD                | 20 | Salem Al-Hajri        |     |
| VD                | 25 | Jassem Gaber          |     |
| MV                | 04 | Mohammed Waad         |     |
| MV                | 08 | Ali Assadalla         | 64' |
| MV                | 12 | Karim Boudiaf         | 64' |
| MV                | 18 | Khalid Muneer         |     |
| MV                | 24 | Naif Al-Hadhrami      |     |
| MV                | 26 | Mostafa Tarek Meshaal |     |
| AV                | 07 | Ahmed Al-Aaeldin      | 85' |
| AV                | 09 | Mohammed Muntari      | 64' |
| Coach:            |    |                       |     |
| Félix Sánchez Bas |    |                       |     |

| Statistieken           | Nederland | Qatar |
| ---------------------- | --------- | ----- |
| Doelpunten             | 2         | 0     |
| Gele kaarten           | 1         | 0     |
| Rode kaarten           | 0         | 0     |
| Wissels                | 5         | 5     |
| Schoten op doel        | 4         | 4     |
| Schoten naast doel     | 5         | 2     |
| Overtredingen          | 19        | 9     |
| Hoekschoppen           | 4         | 2     |
| Buitenspel             | 4         | 0     |
| Passnauwkeurigheid (%) | 93        | 86    |
| Balbezit (%)           | 59        | 41    |